# Dokumentumfájl-formátum
A dokumentumfájl-formátum egy szöveges vagy bináris fájlformátum, amelyet dokumentumok tárolására használnak valamilyen adathordozón, elsősorban számítógépes felhasználás céljából. Jelenleg számos, egymással nem kompatibilis dokumentumformátum létezik.
Az XML-alapú [nyílt szabványok közé tartozik például a DocBook, az XHTML, valamint újabban az ISO/IEC által jóváhagyott OpenDocument (ISO 26300:2006) és az Office Open XML (ISO 29500:2008) formátum is.
1993-ban az ITU-T megpróbált létrehozni egy egységes szabványt a dokumentumfájl-formátumokra, amelyet Open Document Architecture (ODA) néven ismertek, és amelynek célja az volt, hogy leváltsa az összes rivális dokumentumformátumot. Az ODA-t az ITU-T T.411–T.421-es dokumentumai írják le, amelyek megegyeznek az ISO 8613 szabvánnyal. A kezdeményezés végül nem járt sikerrel.
Az oldalleíró nyelvek, mint a PostScript és a PDF, gyakorlatilag szabvánnyá váltak azoknál a dokumentumoknál, amelyeket egy átlagos felhasználónak csak létrehoznia és megtekintenie kell, de szerkesztenie nem. 2001-ben az ISO/IEC elkezdte kiadni a PDF-re vonatkozó szabványokat, köztük magát a PDF formátumot leíró ISO 32000-es szabványt is.
A HTML a legelterjedtebb és legnyitottabb nemzetközi szabvány, amelyet dokumentumfájl-formátumként is használnak. Időközben ISO/IEC szabvánnyá is vált (ISO 15445:2000).
A Microsoft Word alapértelmezett bináris fájlformátuma (.doc) széles körben elterjedt, és gyakorlatilag szabvánnyá vált az irodai dokumentumok terén, azonban ez egy [zárt formátum, amelyet más szövegszerkesztők nem mindig támogatnak teljes mértékben.

## Gyakori dokumentumfájl-formátumok
Az alábbiakban néhány gyakrabban használt dokumentumfájl-formátumot sorolunk fel, zárójelben a hozzájuk tartozó, jellemző fájlkiterjesztésekkel:
- ASCII, UTF-8 (.txt, egyéb) – Egyszerű szöveges kódolások, amelyek [sortörései eltérhetnek attól függően, hogy milyen rendszeren hozták létre vagy szerkesztették őket.
- Amigaguide (.guide) – Egy hiperszöveges dokumentumformátum, amelyet az Amiga számítógépekhez terveztek, és elsősorban Amiga programok dokumentálására használtak.
- Microsoft Word (.doc, .docx) – A Microsoft által fejlesztett strukturált bináris (.doc) és XML-alapú (.docx) szövegformátumok, amelyek a Microsoft Open Specification Promise hatálya alá esnek, és szövegszerkesztő]]okumentumok tárolására szolgálnak.[1][2]
- DjVu (.djv, .djvu) – Olyan fájlformátum, amelyet elsősorban beszkennelt dokumentumok tárolására terveztek, különösen akkor, ha a dokumentum szöveget, vonalas rajzokat és képeket is tartalmaz. [3]
- DocBook (.dbk, .xml) – XML-alapú formátum, amelyet műszaki dokumentációk írására szántak.
- HTML (.html, .htm) – Eredetileg a világhálóhoz létrehozott, ad hoc jellegű hiperszöveges dokumentumformátum, amelyet kezdetben a W3C fejlesztett nyílt szabványként, jelenleg pedig a WHATWG gondozza tovább ugyanilyen formában.
- FictionBook (.fb2, .fb3) – Nyílt, XML-alapú e-könyv formátum, amely Oroszországból származik és ott vált különösen népszerűvé.
- Markdown (.md) – Egyszerű, sima szöveges jelölőnyelv, amelynek többféle változata létezik, népszerű blogokon és tartalomkezelő rendszerekben.
- OpenDocument (.odt, .fodt) – Nyílt, XML-alapú szabvány irodai dokumentumokhoz, például szöveges fájlokhoz, táblázatokhoz, prezentációkhoz és grafikákhoz.
- OpenOffice.org XML (.sxw, .sxc, .sxd, .sxi, egyéb) – Szintén nyílt, XML-alapú formátum különféle irodai dokumentumokhoz, beleértve a szövegszerkesztő fájlokat, táblázatokat, prezentációkat, rajzokat és képleteket.
- Open XML Paper Specification (.xps, .oxps) – A Microsoft által kifejlesztett, XAML-alapú oldalleíró formátum, amely a PDF versenytársának készült, később az Ecma International szabványosította ECMA-388 néven (.oxps).
- PalmDOC (.pdb) – A Palm OS rendszeren használt PDB rekordformátum egyik speciális változata, e-könyvek és más szöveges dokumentumok tárolására kézi eszközökön.
- Pages (.pages) – Az Apple Pages alkalmazásához használt dokumentumformátum, amely az iWork irodai csomag része.
- Portable Document Format (.pdf) – A PDF egy ma már ISO-szabványként (ISO 32000) is elérhető, nyílt formátum, amelyet az Adobe fejlesztett ki 1992-ben. Lehetővé teszi dokumentumok, űrlapok, [ultimédiás tartalmak és grafikák tárolását, léteznek speciális változatai is például archiváláshoz (|PDF/A), nyomdai előkészítéshez (PDF/X) vagy akadálymentesítéshez (PDF/UA).
- PostScript (.ps) – Az Adobe által kifejlesztett oldalleíró és programozási nyelv, amelyet nyomtatáshoz, megjelenítéshez és dokumentumtároláshoz használnak.
- Rich Text Format (.rtf) – A Microsoft által kidolgozott, zárt dokumentumformátum, amely platformokon átívelő dokumentumcserét tesz lehetővé.[4]
- [Symbolic Link (.slk) – Egyszerű szöveges (ASCII) formátum, amelyet a Microsoft az 1980-as években hozott létre táblázatkezelő alkalmazások közötti adatcserére.
- Scalable Vector Graphics (.svg) – XML-alapú vektorgrafikus formátum kétdimenziós grafikákhoz, amely támogatja az animációkat és az interaktív tartalmakat is.
- TeX (.tex) – Sima szöveges formátum bonyolult tördelési struktúrák és oldalelrendezések leírására gyakran használják tudományos, műszaki és akadémiai publikációkhoz.
- Text Encoding Initiativ (.xml) – Elsősorban XML-alapú formátum, amely szövegek szemantikai jelölésére szolgál, főként a digitális bölcsészet területén, dokumentumok részletes szerkezeti leírására.
- troff (.tmac, .man, egyéb) – A „typesetter roff” rövidítése, egy Bell Labs által kifejlesztett szedési jelölőnyelv, amely a Unix rendszerek eredeti roff programjából származik.
- Uniform Office Format (.uof, .uot, .uos, .uop) – Szabványosított, XML-alapú nyílt formátum, amelyet Kínában fejlesztettek irodai alkalmazásokhoz, és támogatja a szöveges dokumentumokat, prezentációkat és táblázatokat is.
- WordPerfect] (.wpd, .wp, .wp7) – Zárt formátum, amelyet jelenleg az Alludo birtokol, és amely szövegszerkesztő dokumentumok tárolására szolgál.

## Fordítás
Ez a szócikk részben vagy egészben  a   Document file format című angol Wikipédia-szócikk ezen változatának fordításán alapul.  Az eredeti cikk szerkesztőit annak laptörténete sorolja fel. Ez a jelzés csupán a megfogalmazás eredetét és a szerzői jogokat jelzi, nem szolgál a cikkben szereplő információk forrásmegjelöléseként.